# 5497 Сарарассел
5497 Сарарассел (5497 Sararussell) — астероїд головного поясу, відкритий 30 вересня 1975 року.
Тіссеранів параметр щодо Юпітера — 3,221.